# Oecobius doryphorus
Oecobius doryphorus är en spindelart som beskrevs av Schmidt 1977. Oecobius doryphorus ingår i släktet Oecobius och familjen Oecobiidae.
Artens utbredningsområde är Kanarieöarna. Inga underarter finns listade i Catalogue of Life.